# Condado de Northern Lights
El condado de Northern Lights es un distrito municipal canadiense situado en la provincia de Alberta.

## Superficie
Northern Lights tiene una superficie de 20 627,02 km².

## Demografía
En 2021, tenía 4152 habitantes, una densidad poblacional de 0,2 hab./km², y 1864 viviendas.